# 范岗站
范岗站是一个合九线上的铁路车站，位于安徽省桐城市范岗镇，建于1995年，目前为五等站，邮政编码为231470。目前不办理客货运业务。